# Baelen
Baelen (en valón Bailou) es una comuna francófona de Bélgica situada en la provincia de Lieja (Región Valona). 
La comuna contaba al 1 de enero del 2019 con 4454 habitantes.
Baelen es una de las comunas belgas con facilidades lingüísticas, ya que al limitar con comunas germanófonas, habita una minoría germanófona.

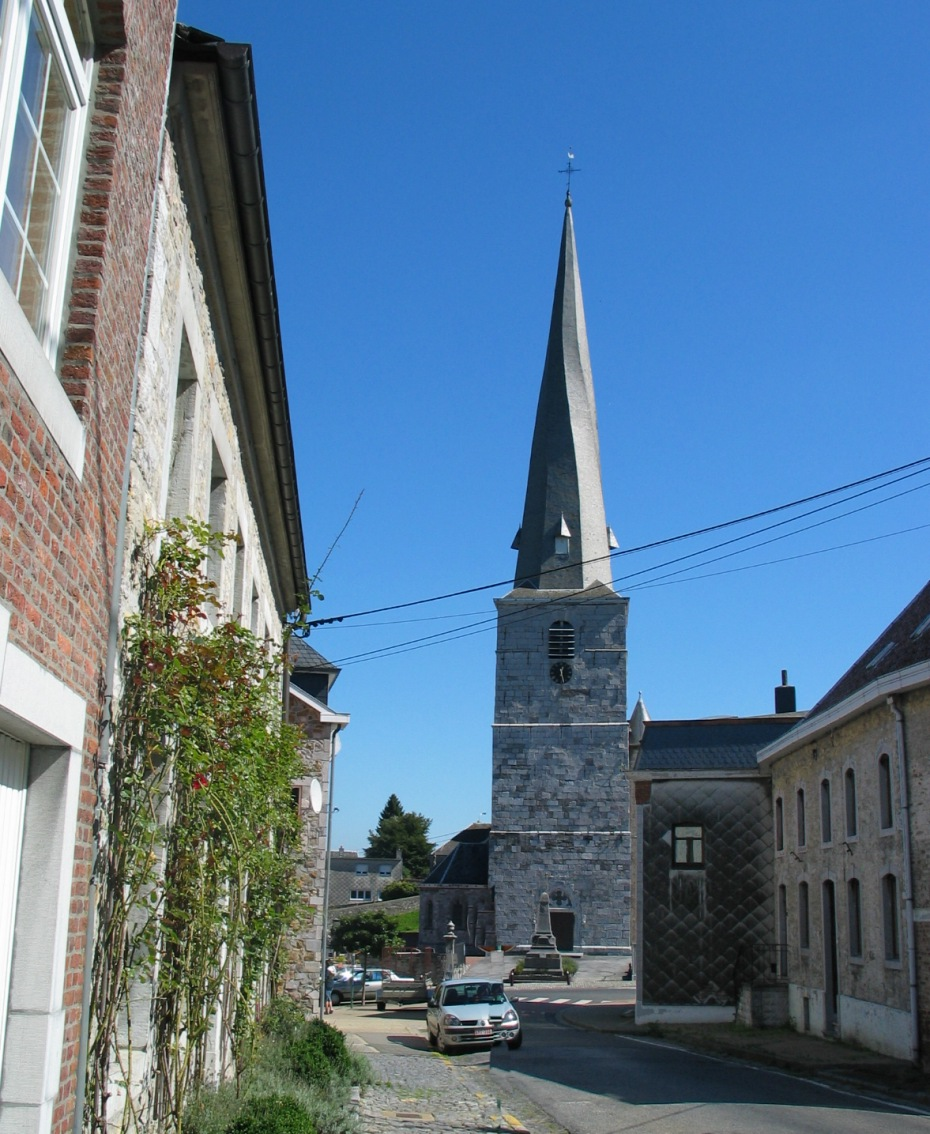
Iglesia de San Pablo (en francés L'église Saint-Paul).

## Geografía
Se encuentra ubicada al este del país, en la región natural Hautes Fagnes y cerca del macizo de las Ardenas. Limita al norte con Welkenraedt, al este con Eupen, al suroeste con Jalhay y al oeste con Limbourg. Al sur de la comuna se encuentra el Bosque del Ducado (en alemán Hertogenwald). 

### Secciones del municipio
El municipio comprende los antiguos municipios, que se fusionaron en 1977:
| - Baelen - Membach |

### Pueblos y aldeas del municipio
Boveroth, Forges, Heggen, Heggelsbrück, Hestreux, Hoevel, Honthem, Horren, Hoyoux, Kortenbach, Latebau, Mazarinen, Meuschemen, Nereth, Oeveren, Overoth, Pancherelle, Perkiets, Runschen, Vreuschemen.

## Demografía

### Evolución
Todos los datos históricos relativos al actual municipio, el siguiente gráfico refleja su evolución demográfica, incluyendo municipios después de efectuada la fusión el 1 de enero de 1977.
| Gráfica de evolución demográfica de Baelen entre 1846 y 2019 |
|                                                              |

## Historia

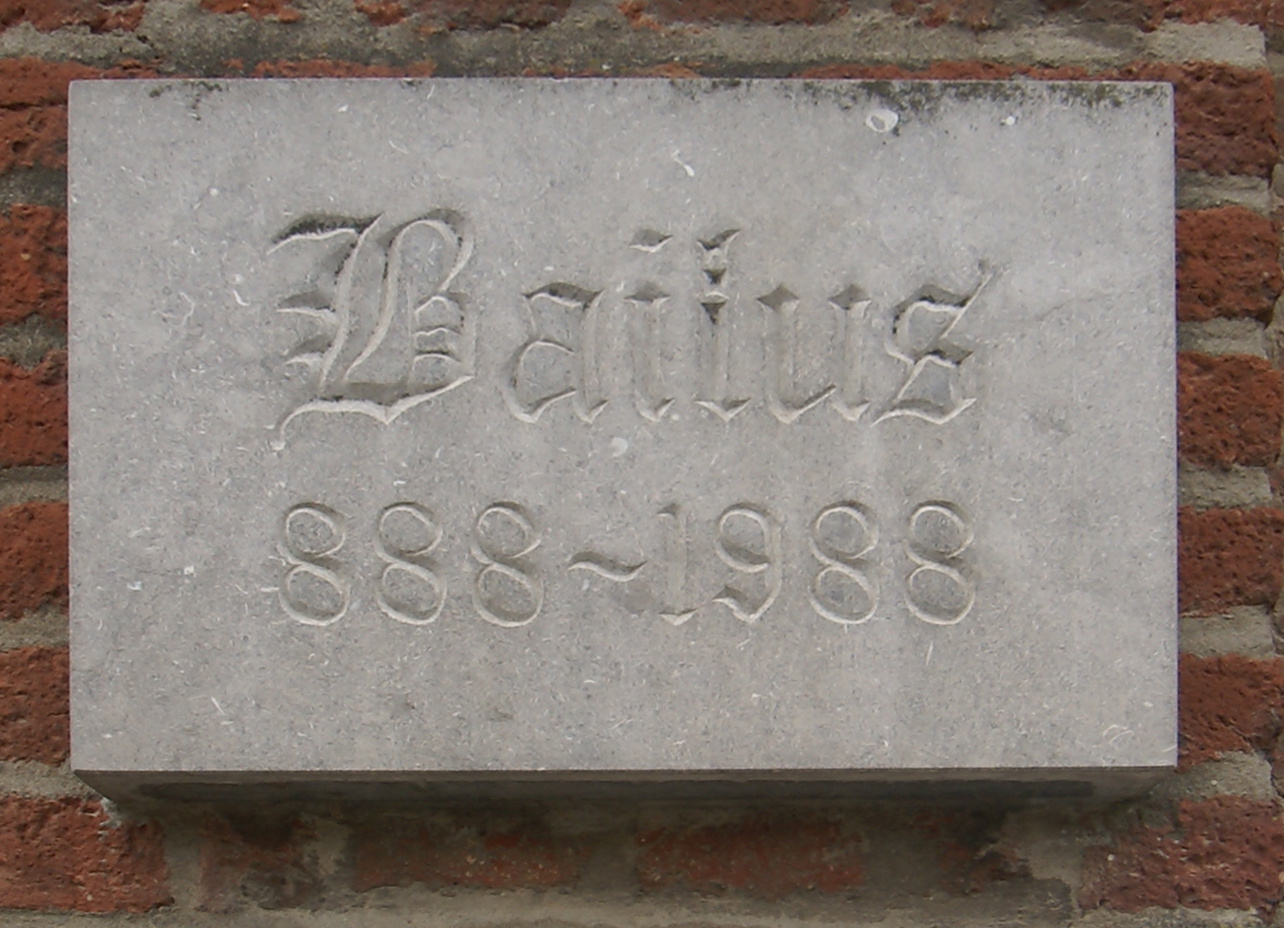
Lápido conmemorativo del milenario de Baelen pegado en la Maison Communale

La primera mención escrita a esta comuna data del año 888, con el nombre de Bailus (en latín). Hasta el final del antiguo régimen, la ciudad era parte de la Ducado de Limburgo y fue la sede de uno de los cinco cortes ducales.[cita requerida]
Al 8 de agosto de 1914 había dieciséis civiles rodeados de armas y ocho casas destruidas probablemente durante la invasión del Ejército Imperial Alemán. Hasta el Tratado de Versalles de 1919, la frontera oriental de la ciudad fue también la frontera con Prusia.[cita requerida]

## Monumentos

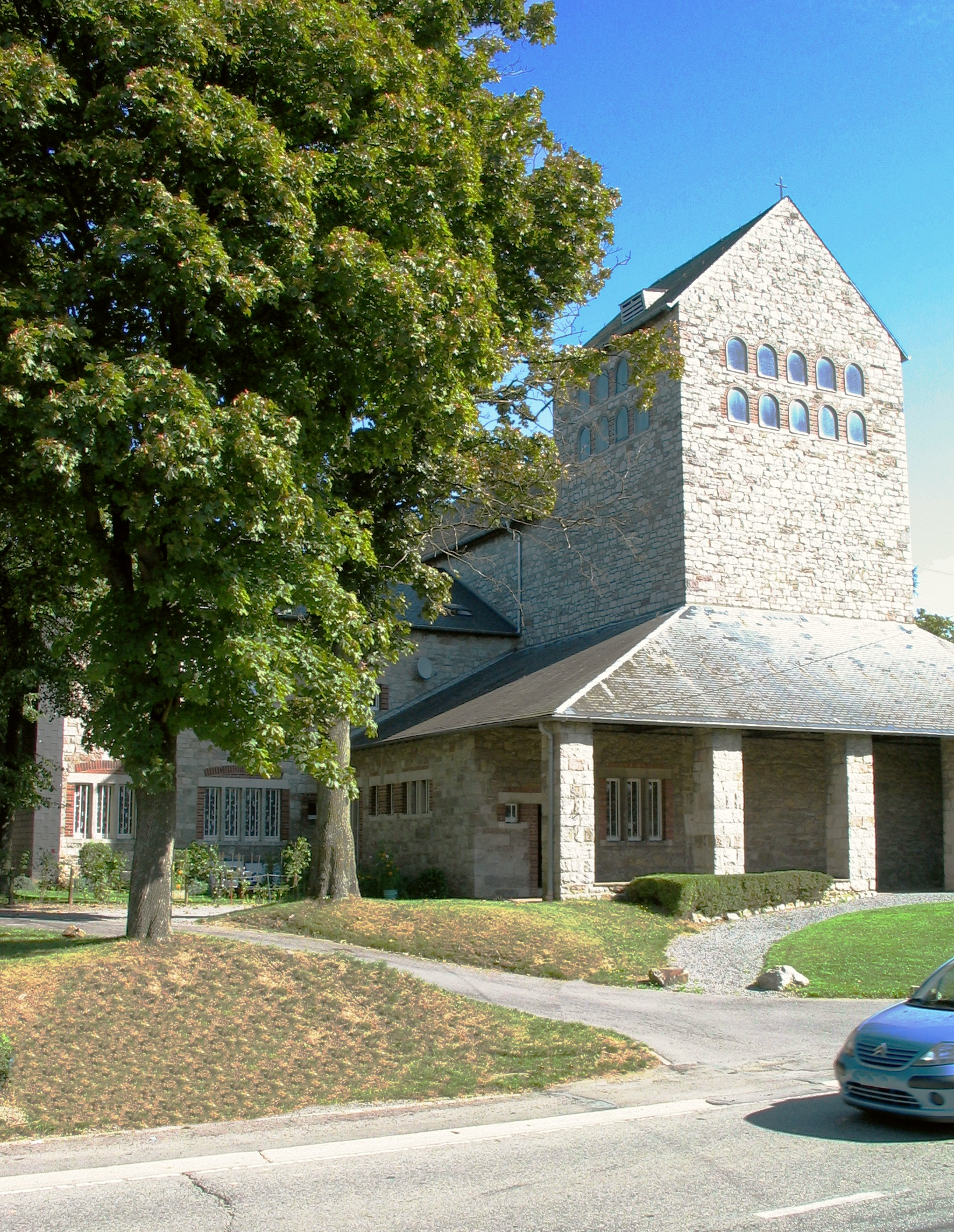
La Iglesia del monasterio Garnstock

- La Iglesia de San Pablo posee una torre torcida, la cual fue construida en 1545 en una torre del siglo XII.[cita requerida]
- Otro monumento es la presa del Gileppe y su león. Esta presa está situada entre las comunas de Baelen y Jalhay.
- La Iglesia del monasterio franciscano "Garnstock" (ahora cerrado), diseñado en 1934 por el arquitecto alemán Dominikus Böhm.[2]
- Baelen también tiene una gran área en el Hertogenwald hasta el borde de los Altos Páramos.

## Nacimientos
- Jean Arnolds (1904-1944), sacerdote de la resistencia.

## Apellidos nativos de Baelen
Los "Corman" y Wintgens" han sido y siguen siendo los principales apellidos de Baelen